# Open Dar Es Salam
Het Open Dar Es Salam is een golftoernooi van de Pro Golf Tour (t/m 2012 EPD Tour). Het wordt op de Red Course van de Royal Golf Dar Es Salam in Rabat gespeeld.
De eerste editie was in 2012. Het was het vijfde van zes toernooien in Marokko waarmee het seizoen van de EPD Tour begon. De week hierna gingen de spelers naar het Open Lixus in Larache en daarna hadden ze vier weken vrij voordat de toernooien in Europa begonnen. Voor David Law uit Aberdeen was dit de eerste overwinning als professional.
In 2013 werd de tweede editie gespeeld. Damian Ulrich uit Zug bleef zijn landgenoot Ken Benz twee slagen voor. Ulrich speelde in 2007 als rookie op de EPD Tour en werd toen 3de op de Order of Merit, waarna hij naar de Europese Challenge Tour promoveerde. Hij slaagde er niet in zijn kaart te verlengen en ging naar de Tourschool. In 2009 en 2010 kon hij daardoor toch een tiental toernooien op de Challenge Tour spelen. Titelverdediger David Law werd 3de.

## Winnaars
| Jaar | Winnaar           | Score | Score | Beste Nederlander                  | Beste Belg              |
| ---- | ----------------- | ----- | ----- | ---------------------------------- | ----------------------- |
| 2012 | David Law         | 216   | -3    | T3: Jurrian van der Vaart          | T14: Guillaume Watremez |
| 2013 | Damian Ulrich     | 211   | -8    | T8: Fernand Osther en Daan Huizing | T5: Christopher Mivis   |
| 2014 | Sebastian Heisele | 212   | -7    | T22: Fernand Osther                | =                       |

Op deze club werd vroeger het Marokkaans Open gespeeld.